# クリスマス・イブの12品の晩餐

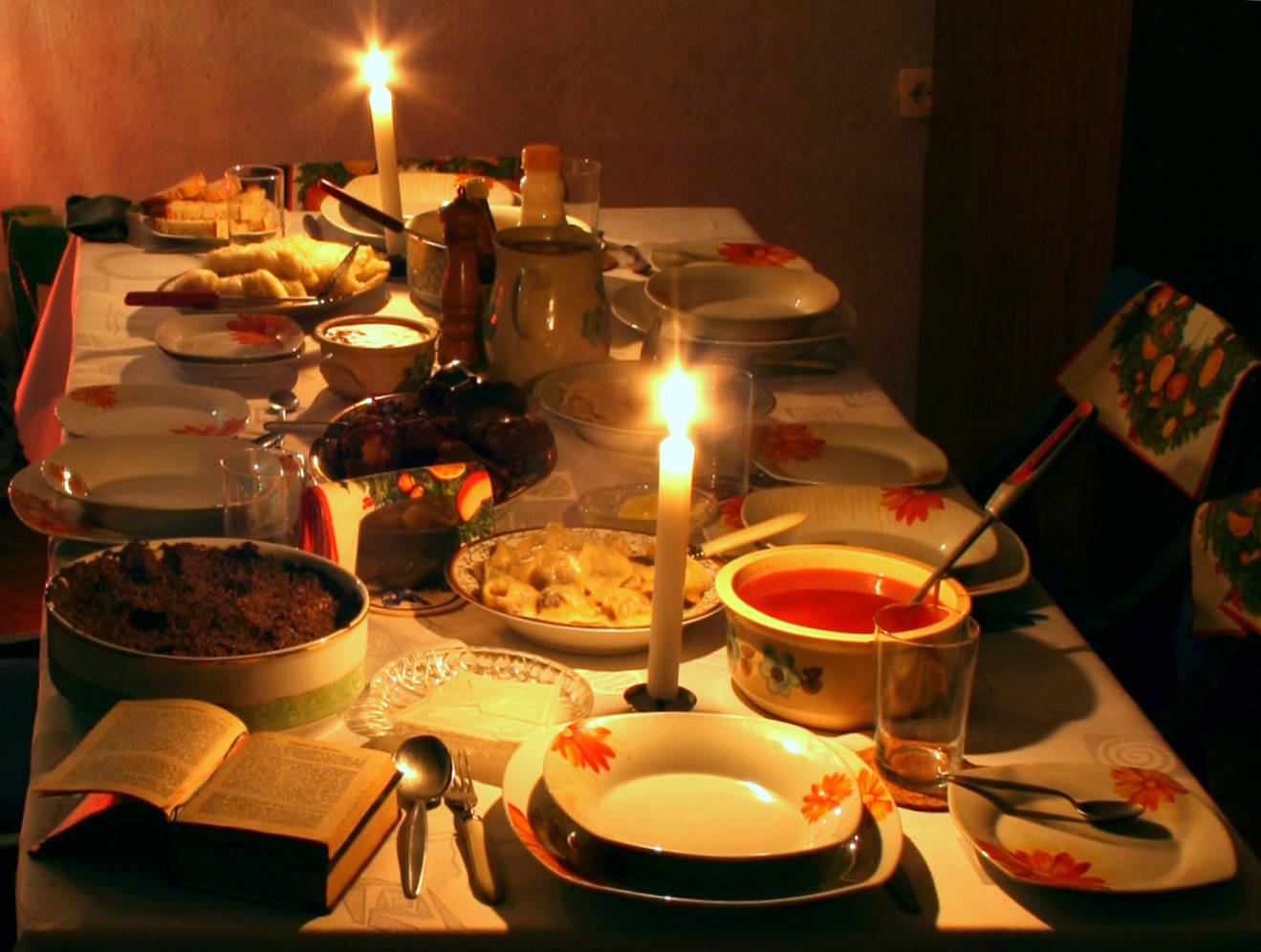
伝統的なポーランドのヴィギリア

クリスマス・イブの12品の晩餐は、クリスマス・イブに中欧、北欧、東欧の文化圏、特には旧ポーランド・リトアニア共和国の地域とその周辺国で伝統的に12使徒を祝福して用意されるものである。特に今日のポーランドではこの伝統は洗練され、時には13品の肉抜きの料理が提供される。

## 解説
特定の料理は国々によって異なる場合もあるが、多くの料理は世界共通である。降誕祭の断食のため、肉、卵、牛乳（チーズを含む）は禁じられており、魚・キノコや様々な穀物が主な献立となる。
ポーランドでは、伝統的にバルシチやキノコのスープなどのスープ料理から晩餐が始まる。ウクライナのカトリック及び正教会の、スヴィアタ・ヴェチェリア（クリスマス・イブの晩餐）では慣例としてクティアから始まる。クティアや、ケシの実入りクッキーのクチューカイが添えられたケシの実ミルクはデザートとして供され、リトアニアではクリスマス・イブの献立の重要な位置を占める。ケシの実は豊かさや繁栄の象徴であり、クリスマス・イブの晩餐では広く利用される。このためウクライナの村々では、スヴィアタ・ヴェチェリアで供される繁栄の象徴であるケシの実を詰めたヴァレーニキは、繁栄と豊作をもたらす力を持つと信じられていた。
魚料理については、ニシン・コイ・パイクが一般的である。リトアニアではニシン (リトアニア語: silkė) 料理が好まれ、多様な種類があるが、多くの場合ではクリスマス・イブには、ニシンのニンジン添え（Silkė su morkomis）かニシンのキノコ添え（Silkė su grybais）が供される。
キノコ類の特に乾物や酢漬けは、クリスマス・イブ料理の食材としては主要なものである。ポーランド及びウクライナ西部では、ザワークラウト (ポーランド語: kiszona kapusta, ウクライナ語: кисла капуста) に野生のキノコやエンドウマメを和えた料理や、赤いボルシチ、キノコと魚のスープが供される。
茹でた、もしくは揚げたダンプリング料理 (ピエロギ、ヴァレーニキなど) には様々な具材（キャベツやザワークラウト、キノコと砕いたケシの実など）が詰められ、最も人気が高い料理の一つとなっている。ジャム入りのドーナッツ（ポンチキ、パンプーシュカ）はデザートとしてポーランド及びウクライナ西部で供されるが、リトアニアでは甘い食事はクリスマス・イブの荘厳な趣には相応しくないと考えられており、一般的ではない。
広く食事の前には慣習がある。一番星が空に見えると、家族の面々は冷たい水で手足や顔を洗い「この水のように健康でありますように」と言い、また、度胸のある面々は川や湖で少しの間、寒中水泳を行う。水による清めが終わると、家族で祈りを（多くの場合は主の祈りを）捧げる。祈りの後、家の主は家族それぞれ蜂蜜を塗り、額に十字のしるしをつけ、翌年の幸運を父と子と聖霊に願う。クリスマス・イブの晩餐は、通常、最初の星が空に出た後に始まり、ロウソクの光の下で行われる。星は伝統的にキリストの誕生の象徴である（ベツレヘムの星）。
ポーランド・リトアニア・ウクライナ西部では、テーブルに一人分多い席と皿が常に置かれる。これは民間伝承で、この夜に亡くなった家族の霊が家族の元へ訪れるのだ、と伝えられるためである。